# Kozackie Mogiły
Kozackie Mogiły, skit św. Jerzego na Kozackich Mogiłach – prawosławny skit podległy pierwotnie ławrze Poczajowskiej. 
Skit św. Jerzego jako pustelnia podległa ławrze Poczajowskiej został założony w 1908. Podjęto wówczas budowę jego cerkwi pod wezwaniem św. Jerzego Zwycięzcy. Prace ustały w 1912 mimo faktu, że budynek nie był jeszcze wykończony. Obok cerkwi św. Jerzego wzniesiono drugą świątynię pod wezwaniem św. Mikołaja, zbudowaną z drewna. Pod cerkwią św. Jerzego znajdowała się podziemna kaplica, w której wystawione były czaszki i kości ekshumowane ze zbiorowego grobu Kozaków poległych pod Beresteczkiem. Grób ten znajdował się w bezpośrednim sąsiedztwie skitu i od niego pochodziła jego nieoficjalna nazwa. Poza cerkwiami w skład kompleksu budynków skitu wchodził również obiekt mieszkalny, w którym znajdował się sierociniec i pomieszczenia dla 10 mnichów, oraz 3 obiekty gospodarcze. Zakonnicy utrzymywali się z hodowli zwierząt gospodarskich oraz niewielkiego udziału ziemi, zaś od lat 30. XX wieku także z hodowli ryb w rzece Płaszówce. Uzyskiwane w ten sposób przychody nie wystarczały jednak na utrzymanie mnichów oraz sierocińca, jak również na remonty budynków skitu. Był on zatem wspierany materialnie przez ławrę Poczajowską, kilkakrotnie również jej przełożony prosił władze polskie o zgodę na przeprowadzenie zbiórki pieniędzy na skit. 
Władze polskie przez cały okres międzywojenny nosiły się z zamiarem zamknięcia skitu. Wpisywało się to w ogólną politykę ograniczania wpływów Polskiego Autokefalicznego Kościoła Prawosławnego m.in. poprzez limitowanie liczby czynnych ośrodków życia monastycznego. Kozackie Mogiły były dodatkowo uważane za ośrodek agitacji antypolskiej, utrzymanej w duchu ukraińskiego nacjonalizmu – skit stanowił popularny cel pielgrzymek dla żyjących w Polsce Ukraińców. Postawę antypolską zarzucano również mnichom żyjącym w pustelni. Skit znajdował się na liście ośrodków monastycznych przeznaczonych do likwidacji zarówno w 1930, jak i na zmienionej wersji tegoż zestawienia powstałej sześć lat później. Przetrwał jednak, gdyż władze polskie odłożyły rozwiązanie kwestii monasterów do momentu powstania ustawy regulującej stosunek państwa do PAKP, która zastąpiłaby Tymczasowe przepisy o stosunku rządu do Kościoła prawosławnego w Polsce. 
Skit wchodzi obecnie w skład Narodowego Rezerwatu „Kozackie Mogiły” będącego miejscem pamięci o bitwie pod Beresteczkiem. Jest jednym z pięciu monasterów eparchii rówieńskiej Kościoła Prawosławnego Ukrainy.